# Francolim-de-peito-cinzento
O francolim-de-peito-cinzento (Pternistis rufopictus)  é uma espécie de ave da família Phasianidae.
Apenas pode ser encontrada no seguinte país: Tanzânia.